# Famille d'Humières (Artois)
Pour les articles homonymes, voir Familles d'Humières.
La famille d'Humières est une famille éteinte d'extraction nobiliaire qui tire son nom de la seigneurie d'Humières en Artois et dont l'essentiel des possessions se situaient en Picardie.
Cette famille a donné des grands-maîtres de l'artillerie, un grand aumônier de France, un grand-fauconnier de France, des gouverneurs de Picardie et des chevaliers de l'Ordre de la Toison d'or.

## Histoire

### Origines
La première mention de cette famille remonte à Jean d'Humières, seigneur d'Humières et d'Humereuil en Artois qui apparaît dans un titre de l'année 1150. Il avait épousé Richilde de Fosseux dont il eut deux fils et une fille. L'un de ses fils est cité en 1199 comme gouverneur d'Artois.
L'ascendance prouvée de cette famille remonte à Jean, seigneur d'Humières, d'Humereuil, de Millefau et de Grigny qui est cité en 1340 comme servant le roi en tant que bachelier.

### Alliances matrimoniales et disparition de la famille
Cette famille d'Humières s'est fondue  par mariage dans la famille de Crevant en 1595.

## Personnalités

### XIVesiècle
- Jean, seigneur d'Humières, mentionné en 1340 comme châtelain de Saint-Omer[4], eut à sa suite un chevalier et cinq écuyers, participa à la bataille de Poitiers[5] et y décèdera en 1356[3].
- Mathieu d'Humières, seigneur du lieu, fils du précédent, qualifié de "noble homme Monseigneur Matthieu d'Humieres", cité en 1381[6], fut l'un des premiers chevaliers de la Marche d'Artois qui porta bannière lors d'un voyage du duc Louis de Bourbon. Il leva aussi bannière lors du convoi de funérailles de Louis de Nevers en 1383[5] ou 1384. Il eut trois fils les deux premiers furent tués à la Bataille d'Azincourt[7] et le troisième, Drieu, fut fait prisonnier en 1415 lors de la même bataille[6].

### XVesiècle
- Adrien d'Humières († 1458), seigneur de Humières, fils de Drieu, chevalier dans l'Ordre de la Toison d'or[8],[9], participa à la bataille de Rupelmonde en 1452[6].
- Baudouin d'Humières dit le Liégeois, seigneur de Vitermont, chambellan du duc de Bourgogne en 1447[6].
- Guillaume d'Humières, seigneur de Lassigni, etc., colonel de 6 000 hommes de pied, participa à la Bataille de Cérisoles, mort célibataire[4].

### XVIesiècle
- Jean II d'Humières († 1555), seigneur d'Humières, chevalier de l'ordre de Saint-Michel, chambellan du roi en 1517, gouverneur des enfants de France ; fils de Jean Ier d'Humières et de Jeanne, fille de Jean II d'Hangest de Genlis et Marie d'Amboise ; sa sœur Anne d'Hangest épouse en 1511 Jean III de Ste-Maure-Montgauger de Nesle et Joigny ; marié avec Françoise de Contay (morte en 1557 ; petite-fille de Jacqueline de Clermont-Nesle) ; ils eurent dix-huit enfants[6]. Le gisant de Jean d'Humières est visible au Louvre[10].
- Jean d'Humières (mort après le 16 mars 1553), fils de Jean II d'Humières, seigneur d'Humières et Becquencourt (aujourd'hui Becquincourt), gouverneur de Péronne, Montdidier et Roye.
- Charles d'Humières († 1571), deuxième enfant de Jean II et de Françoise de Contay ; grand aumônier de France, évêque de Bayeux.
- Louis d'Humières, fils de Jean II d'Humières, seigneur de Contay, gouverneur de Péronne, Montdidier et Roye ; marié le 20 janvier 1554 avec Charlotte d'Arcis.
- Jacques d'Humières (mort en 1579), fils de Jean II d'Humières, seigneur d'Humières et d’Encre après 1563, marié avec Renée d'Averton (morte en 1592) ; devint le premier marquis d'Encre en 1576 sous Henri III ; gouverneur de Péronne et un des fondateurs de la première Ligue catholique en juin 1576.
- Charlotte d'Humières (morte en 1563), sœur du précédent ; hérite par contrat de la seigneurie d'Encre de sa cousine Louise de Clermont-Nesle. À sa mort, ses biens échurent à son frère Jacques.
- Adrien d'Humières (° 1539), seigneur de Vitermont, chevalier de l'ordre de Saint-Michel, capitaine de cinquante hommes d'armes, gouverneur de Saint-Quentin ;
- Charles d'Humières (né vers 1566, mort le 10 juin 1595 lors de la prise de Ham), fils de Jacques II d'Humières, sire d'Humières, marquis d'Encre (dit aussi indûment le marquis d'Humières[11]), chevalier des ordres du Saint-Esprit et de Saint Michel, gouverneur de Compiègne pendant la Ligue, lieutenant-général du roi en Picardie ; marié le 28 juillet 1585 avec Madeleine d'Ongnies (morte en 1585) ; dernier représentant masculin du nom[6] ;
- Jacqueline d'Humières, sœur du précédent, dame héritière de sa maison, dernière descendante de la famille d'Humières. Elle épouse en 1595 Louis de Crevant, vicomte de Brigueil, gouverneur de Ham ensuite de Compiègne, chevalier des ordres du roi, aïeul de Louis IV de Crevant, 1er duc d'Humières[12].

## Alliances
Les principales alliances de la famille sont, : Arcs (d'),
Averton (d'),
Azincourt (d'),
Biche (de) dit de Cleri,
Blois (de),
Bos (du),
Bousies (de),
Calonne (de),
Cleri (de),
Contai (de),
Crequi (de),
Crevant (de),
(Enghien (d')),
Flavy (de),
Hangest (de),
Hautecloque,
Mervilliers (de),
Montmorency (de),
Nedonchel (de),
Ongnies (d'),
Riveri (de),
Rochechouart (de)
Rubempré (de),
Sainte-Maure (de),
Ursins (des),
Willerval (d').

## Titres et possessions
fiefs sis en Artois :
- Seigneurs d'Humières, Grigny, Humereuil, Nedonchel ;

fiefs sis en Picardie :
- Marquis d'Ancre (olim Encre). En 1610, Concino Concini racheta à la famille d'Humières-Crevant pour 300 000 livres le marquisat d'Encre.
- Seigneurs de Becquencourt, Bouzincourt, Bray, Contay, Millesau, Miraumont, Ribécourt, Sauchey, Vandelicourt, Vaux-lès-Boulencourt, Vignemont, Vitermont, etc.[14]… ;
- Seigneurs de Monchy-Humières et Coudun, terre composée de ces deux fiefs au moins, sis en Picardie, et qui fut érigée en duché dit duché d'Humières[11] sous les Crevant (héritiers des biens de la maison d'Humières lors de son extinction en 1595)[15] ;
- Seigneurs de Lassigny, de Campagne, de Hamel[14].

## Héraldique
Les armes de cette famille se blasonnent : D'argent, fretté de six pièces de sable.[réf. nécessaire]
Ces armes sont actuellement celles de la ville d'Humières, ancienne seigneurie possédée par cette famille. Elles sont présentes dans les 2e et 3e quartiers des armes écartelées de famille de Crevant, ducs d'Humières.